# Slowakije op de Olympische Zomerspelen 2024
Slowakije nam deel aan de Olympische Zomerspelen 2024 in Parijs, Frankrijk.

## Medailleoverzicht
| Medaille | Naam        | Sport     | Onderdeel      | Datum   |
| -------- | ----------- | --------- | -------------- | ------- |
| Brons    | Matej Beňuš | Kanovaren | C-1 slalom (m) | 29 juli |

## Aantal Deelnemers
Hieronder volgt een overzicht van de atleten die zich gekwalificeerd hebben voor de Olympische Zomerspelen van 2024.
| Sport        | Mannen | Vrouwen | Totaal |
| ------------ | ------ | ------- | ------ |
| Atletiek     | 2      | 4       | 6      |
| Boksen       | 0      | 1       | 1      |
| Boogschieten | 0      | 1       | 1      |
| Judo         | 1      | 0       | 1      |
| Kanovaren    | 2      | 2       | 4      |
| Schietsport  | 3      | 3       | 6      |
| Skateboarden | 1      | 0       | 1      |
| Tafeltennis  | 1      | 0       | 1      |
| Tennis       | 0      | 1       | 1      |
| Wielersport  | 1      | 1       | 2      |
| Worstelen    | 1      | 0       | 1      |
| Zeilen       | 1      | 0       | 1      |
| Zwemmen      | 1      | 1       | 2      |
| Totaal       | 14     | 14      | 28     |

## Deelnemers en Resultaten

### Atletiek

#### Loopnummers
Mannen
| atleet        | onderdeel          | series | series | herkansingen | herkansingen | halve finale | halve finale | finale  | finale |
| atleet        | onderdeel          | tijd   | rang   | tijd         | rang         | tijd         | rang         | tijd    | rang   |
| ------------- | ------------------ | ------ | ------ | ------------ | ------------ | ------------ | ------------ | ------- | ------ |
| Dominik Černý | 20 km snelwandelen | n.v.t. | n.v.t. | n.v.t.       | n.v.t.       | n.v.t.       | n.v.t.       | 1.23.25 | 34     |

Vrouwen
| atlete            | onderdeel          | voorronde | voorronde | series  | series | herkansingen | herkansingen | halve finale   | halve finale   | finale         | finale         |
| atlete            | onderdeel          | tijd      | rang      | tijd    | rang   | tijd         | rang         | tijd           | rang           | tijd           | rang           |
| ----------------- | ------------------ | --------- | --------- | ------- | ------ | ------------ | ------------ | -------------- | -------------- | -------------- | -------------- |
| Viktória Forster  | 100 m              | bye       | bye       | 11,44   | 6      | n.v.t.       | n.v.t.       | niet geplaatst | niet geplaatst | niet geplaatst | niet geplaatst |
| Viktória Forster  | 100 m horden       | n.v.t.    | n.v.t.    | 13,08   | 6 H    | 12,88        | 3            | niet geplaatst | niet geplaatst | niet geplaatst | niet geplaatst |
| Gabriela Gajanová | 800 m              | n.v.t.    | n.v.t.    | 2.00,29 | 2 Q    | bye          | bye          | 1.58,22 NR     | 11             | niet geplaatst | niet geplaatst |
| Hana Burzalová    | 20 km snelwandelen | n.v.t.    | n.v.t.    | n.v.t.  | n.v.t. | n.v.t.       | n.v.t.       | n.v.t.         | n.v.t.         | 1.36.12        | 37             |
| Mária Czaková     | 20 km snelwandelen | n.v.t.    | n.v.t.    | n.v.t.  | n.v.t. | n.v.t.       | n.v.t.       | n.v.t.         | n.v.t.         | 1.34.36        | 34             |

Gemengd
| atleet                       | onderdeel             | finale  | finale |
| atleet                       | onderdeel             | tijd    | rang   |
| ---------------------------- | --------------------- | ------- | ------ |
| Hana Burzalová Dominik Černý | marathon snelwandelen | 3.03.54 | 18     |

### Boksen
Mannen
| atleet             | onderdeel     | eerste ronde         | tweede ronde         | kwartfinale          | halve finale         | finale               | rang           |
| atleet             | onderdeel     | tegenstander uitslag | tegenstander uitslag | tegenstander uitslag | tegenstander uitslag | tegenstander uitslag | rang           |
| ------------------ | ------------- | -------------------- | -------------------- | -------------------- | -------------------- | -------------------- | -------------- |
| Jessica Triebeľová | weltergewicht | Panguana V 0 - 5     | niet geplaatst       | niet geplaatst       | niet geplaatst       | niet geplaatst       | niet geplaatst |

### Boogschieten
Vrouwen
| atleet           | onderdeel   | plaatsingsronde | plaatsingsronde | eerste ronde         | tweede ronde         | derde ronde          | kwartfinale          | halve finale         | finale / BM          | finale / BM    |
| atleet           | onderdeel   | score           | rang            | tegenstander uitslag | tegenstander uitslag | tegenstander uitslag | tegenstander uitslag | tegenstander uitslag | tegenstander uitslag | rang           |
| ---------------- | ----------- | --------------- | --------------- | -------------------- | -------------------- | -------------------- | -------------------- | -------------------- | -------------------- | -------------- |
| Denisa Baránková | individueel | 636             | 48              | Cordeau V 3 - 7      | niet geplaatst       | niet geplaatst       | niet geplaatst       | niet geplaatst       | niet geplaatst       | niet geplaatst |

### Judo
Mannen
| atleet       | onderdeel | eerste ronde         | tweede ronde         | kwartfinale          | halve finale         | herkansing           | finale / BM          | finale / BM    |
| atleet       | onderdeel | tegenstander uitslag | tegenstander uitslag | tegenstander uitslag | tegenstander uitslag | tegenstander uitslag | tegenstander uitslag | rang           |
| ------------ | --------- | -------------------- | -------------------- | -------------------- | -------------------- | -------------------- | -------------------- | -------------- |
| Márius Fízeľ | +100 kg   | Takayawa W 10 - 00   | Yusupov V 00 - 10    | niet geplaatst       | niet geplaatst       | niet geplaatst       | niet geplaatst       | niet geplaatst |

### Kanovaren

#### Kayak Cross
| atleet           | onderdeel | tijdrit | tijdrit | ronde 1 | herkansingen | serie          | kwartfinale    | halve finale   | finale         | finale |
| atleet           | onderdeel | tijd    | rang    | rang    | rang         | rang           | rang           | rang           | rang           | rang   |
| ---------------- | --------- | ------- | ------- | ------- | ------------ | -------------- | -------------- | -------------- | -------------- | ------ |
| Matej Beňuš      | mannen    | 76.48   | 21      | 3 H     | 3            | niet geplaatst | niet geplaatst | niet geplaatst | niet geplaatst | 34     |
| Jakub Grigar     | mannen    | 71.18   | 19      | 2 Q     | bye          | 2 Q            | 2 Q            | 3 FB           | 2              | 6      |
| Eliška Mintálová | vrouwen   | 75.26   | 20      | 2 Q     | bye          | 4              | niet geplaatst | niet geplaatst | niet geplaatst | 27     |
| Zuzana Paňková   | vrouwen   | 79.36   | 30      | 3 H     | 3            | niet geplaatst | niet geplaatst | niet geplaatst | niet geplaatst | 35     |

#### Slalom
Mannen
| atleet       | onderdeel  | series | series | series | series | series    | series | halve finale | halve finale | finale | finale |
| atleet       | onderdeel  | run 1  | rang   | run 2  | rang   | beste run | rang   | tijd         | rang         | tijd   | rang   |
| ------------ | ---------- | ------ | ------ | ------ | ------ | --------- | ------ | ------------ | ------------ | ------ | ------ |
| Matej Beňuš  | C-1 slalom | 100.28 | 15     | 94.91  | 5      | 94.91     | 11 Q   | 102.59       | 11 Q         | 97.03  | Brons  |
| Jakub Grigar | K-1 slalom | 87.10  | 6      | 91.80  | 15     | 87.10     | 9 Q    | 92.00        | 5 Q          | 90.21  | 6      |

Vrouwen
| atlete           | onderdeel  | series | series | series | series | series    | series | halve finale | halve finale | finale | finale |
| atlete           | onderdeel  | run 1  | rang   | run 2  | rang   | beste run | rang   | tijd         | rang         | tijd   | rang   |
| ---------------- | ---------- | ------ | ------ | ------ | ------ | --------- | ------ | ------------ | ------------ | ------ | ------ |
| Zuzana Paňková   | C-1 slalom | 103.27 | 4      | 105.71 | 5      | 103.27    | 4 Q    | 115.59       | 9 Q          | 111.07 | 4      |
| Eliška Mintálová | K-1 slalom | 95.67  | 3      | 99.76  | 18     | 95.67     | 9 Q    | 103.07       | 6 Q          | 102.98 | 9      |

### Schietsport
Mannen
| atleet          | onderdeel               | kwalificaties | kwalificaties | finale         | finale         |
| atleet          | onderdeel               | punten        | rang          | punten         | rang           |
| --------------- | ----------------------- | ------------- | ------------- | -------------- | -------------- |
| Patrik Jány     | 10 m luchtgeweer        | 628           | 20            | niet geplaatst | niet geplaatst |
| Patrik Jány     | 50 m geweer 3 houdingen | 589-34x       | 10            | niet geplaatst | niet geplaatst |
| Juraj Tužinský  | 10 m luchtpistool       | 571           | 25            | niet geplaatst | niet geplaatst |
| Marián Kovačócy | trap                    | 117           | 26            | niet geplaatst | niet geplaatst |

Vrouwen
| atlete                   | onderdeel | kwalificaties | kwalificaties | finale         | finale         |
| atlete                   | onderdeel | punten        | rang          | punten         | rang           |
| ------------------------ | --------- | ------------- | ------------- | -------------- | -------------- |
| Danka Barteková          | skeet     | 120           | 6 Q           | 17             | 6              |
| Vanesa Hocková           | skeet     | 121           | 4 Q           | 34             | 4              |
| Zuzana Rehák-Štefečeková | trap      | 117           | 12            | niet geplaatst | niet geplaatst |

### Skateboarden
Mannen
| atleet       | onderdeel | kwalificaties | kwalificaties | finale | finale |
| atleet       | onderdeel | punten        | rang          | punten | rang   |
| ------------ | --------- | ------------- | ------------- | ------ | ------ |
| Richard Tury | street    | 257,99        | 8 Q           | 273,98 | 5      |

### Tafeltennis
Mannen
| atleet    | onderdeel | voorronde            | eerste ronde         | tweede ronde         | derde ronde          | kwartfinale          | halve finale         | finale / BM          | finale / BM    |
| atleet    | onderdeel | tegenstander uitslag | tegenstander uitslag | tegenstander uitslag | tegenstander uitslag | tegenstander uitslag | tegenstander uitslag | tegenstander uitslag | rang           |
| --------- | --------- | -------------------- | -------------------- | -------------------- | -------------------- | -------------------- | -------------------- | -------------------- | -------------- |
| Wang Yang | enkelspel | bye                  | bye                  | bye                  | Wang C V 1 - 4       | niet geplaatst       | niet geplaatst       | niet geplaatst       | niet geplaatst |

### Tennis
Vrouwen
| atleet                    | onderdeel | eerste ronde         | tweede ronde           | derde ronde             | kwartfinale           | halve finale         | finale / BM          | finale / BM |
| atleet                    | onderdeel | tegenstander uitslag | tegenstander uitslag   | tegenstander uitslag    | tegenstander uitslag  | tegenstander uitslag | tegenstander uitslag | rang        |
| ------------------------- | --------- | -------------------- | ---------------------- | ----------------------- | --------------------- | -------------------- | -------------------- | ----------- |
| Anna Karolína Schmiedlová | enkelspel | Boulter W 6-4, 6-2   | Haddad Maia W 6-4, 6-4 | Paolini W 7-5, 3-6, 7-5 | Krejčíková W 6-4, 6-2 | Vekić V 4-6, 0-6     | Świątek V 2-6, 1-6   | 4           |

### Wielersport

#### Wegwielrennen
Mannen
| atleet      | onderdeel    | tijd    | rang |
| ----------- | ------------ | ------- | ---- |
| Lukáš Kubiš | wegwedstrijd | 6.23.16 | 29   |

Vrouwen
| atleet         | onderdeel    | tijd     | rang |
| -------------- | ------------ | -------- | ---- |
| Nora Jenčušová | wegwedstrijd | 4.10.47  | 71   |
| Nora Jenčušová | tijdrit      | 44.22,30 | 25   |

### Worstelen

#### Vrije stijl
Mannen
| atleet              | onderdeel | eerste ronde         | kwartfinale          | halve finale         | herkansing                     | finale / BM          | finale / BM    |
| atleet              | onderdeel | tegenstander uitslag | tegenstander uitslag | tegenstander uitslag | tegenstander uitslag           | tegenstander uitslag | rang           |
| ------------------- | --------- | -------------------- | -------------------- | -------------------- | ------------------------------ | -------------------- | -------------- |
| Tajmuraz Salkazanov | −74 kg    | Zhamalov V 3 - 11    | niet geplaatst       | niet geplaatst       | AIN Kadzimahamedau V 6 - 6VPO1 | niet geplaatst       | niet geplaatst |

### Zeilen
Mannen
| atleet       | onderdeel | voorrondes | voorrondes | voorrondes | voorrondes | voorrondes | voorrondes | voorrondes | voorrondes | voorrondes | voorrondes | voorrondes | voorrondes | voorrondes | voorrondes  | voorrondes  | voorrondes  | voorrondes  | voorrondes  | voorrondes  | voorrondes  | voorrondes | voorrondes | KF   | halve finale | halve finale | halve finale | halve finale | halve finale | halve finale | halve finale | halve finale | finale | finale | finale | finale | finale | finale | finale | finale |
| atleet       | onderdeel | 1          | 2          | 3          | 4          | 5          | 6          | 7          | 8          | 9          | 10         | 11         | 12         | 13         | 14          | 15          | 16          | 17          | 18          | 19          | 20          | tot.       | rang       | rang | 1            | 2            | 3            | 4            | 5            | 6            | tot.         | rang         | 1      | 2      | 3      | 4      | 5      | 6      | tot.   | rang   |
| ------------ | --------- | ---------- | ---------- | ---------- | ---------- | ---------- | ---------- | ---------- | ---------- | ---------- | ---------- | ---------- | ---------- | ---------- | ----------- | ----------- | ----------- | ----------- | ----------- | ----------- | ----------- | ---------- | ---------- | ---- | ------------ | ------------ | ------------ | ------------ | ------------ | ------------ | ------------ | ------------ | ------ | ------ | ------ | ------ | ------ | ------ | ------ | ------ |
| Robert Kubín | IQFoil    | 19         | 10         | 16         | 18         | 23         | 21         | 14         | 21         | 19         | 22         | 20         | 20         | 20         | geannuleerd | geannuleerd | geannuleerd | geannuleerd | geannuleerd | geannuleerd | geannuleerd | 199        | 23         | NG   | n.v.t.       | n.v.t.       | n.v.t.       | n.v.t.       | n.v.t.       | n.v.t.       | n.v.t.       | NG           | n.v.t. | n.v.t. | n.v.t. | n.v.t. | n.v.t. | n.v.t. | n.v.t. | NG     |

### Zwemmen
Mannen
| atleet     | onderdeel       | series | series | halve finale   | halve finale   | finale         | finale         |
| atleet     | onderdeel       | rijd   | rang   | tijd           | rang           | tijd           | rang           |
| ---------- | --------------- | ------ | ------ | -------------- | -------------- | -------------- | -------------- |
| Matej Dusa | 50 m vrije slag | 22,64  | 39     | niet geplaatst | niet geplaatst | niet geplaatst | niet geplaatst |

Vrouwen
| atleet         | onderdeel        | series  | series | halve finale   | halve finale   | finale         | finale         |
| atleet         | onderdeel        | rijd    | rang   | tijd           | rang           | tijd           | rang           |
| -------------- | ---------------- | ------- | ------ | -------------- | -------------- | -------------- | -------------- |
| Tamara Potocká | 200 m wisselslag | 2.14,20 | 23     | niet geplaatst | niet geplaatst | niet geplaatst | niet geplaatst |